# Kreol nyelvek listája
A kreol nyelvek többsége pidzsinekből keletkezett, amelyek rendszerint két nyelv között alakultak ki, esetleg egyéb nyelvekből való elemekkel is. Sokkal kevesebbeknek szabir típusú nyelv az alapja, amely több nyelv elemeinek keveredésével jött létre, esetleg az egyik fontosabb hozzájárulásával.
Kreol nyelvek (dőlt betűkkel a saját nevük):
- pidzsin alapúak:

- európai szupersztrátumúak:

- újlatin szupersztrátumúak:

- francia szupersztrátumúak:

- brazíliai (lanc-patuá)
- Chagos-szigeteki
- dominikai (kweyol)
- Francia Guyana-i
- grenadai
- haiti (kreyòl ayisyen)
- louisianai
- mauritiusi (morisien)
- réunioni
- Rodriguez-szigeti
- Saint-Barthélemy-i
- Saint Lucia-i
- Seychelle-szigeteki
- Trinidad és Tobagó-i
- új-kaledóniai (tayo)

- portugál szupersztrátumúak:

- bissau-guineai
- egyenlítői-guineai (fa d'ambu)
- gambiai
- indiai (goai)
- kínai (makaói)
- malajziai és szingapúri (papia kristang)
- São Tomé és Príncipe-i:

- angolar
- forro

- Srí Lanka-i
- szenegáli
- zöld-foki (kriolu)

- spanyol szupersztrátumúak:

- arubai, bonaire-i és curaçaói (papiamento) – portugálnak is tekintett
- Fülöp-szigeteki:

- chabacano, chavacano vagy zamboangueño
- caviteño
- davaueño

- kolumbiai (palenquero)

- olasz szupersztrátumú: eritreai

- germán szupersztrátumúak:

- angol szupersztrátumúak:

- Amerikai Virgin-szigetek-i
- anguillai
- antiguai
- ausztráliai:

- Kimberley régióbeli és északi területi (kriol)
- York-félszigeti és a Torres-szorosban levő szigeteki

- Bahama-szigeteki
- barbadosi (bajan)
- belizei (bileez kriol)
- Brit Virgin-szigetek-i
- Costa Rica-i (mekatelyu)
- dél-karolinai és partjai mentén található szigeteki (gullah)
- egyenlítői-guineai
- gambiai (aku)
- ghánai
- grenadai
- guyanai
- hawaii
- jamaicai (patois)
- kameruni
- kolumbiai:

- angol-jamaicai
- San Andrés-szigeti

- libériai (kreyol)
- montszerrati
- nigériai
- nicaraguai és hondurasi (Mískito Creole English)
- Norfolk-szigeti (norfuk)
- Pápua Új-Guinea-i (tok pisin)
- Pitcairn-szigeteki (pitkern)
- Saint Kitts és Nevis-i
- Saint Vincent-i
- Sierra Leone-i (krio)
- suriname-i:

- boni vagy aluku
- matuwari
- (n)djuka
- saramaccan
- sranan

- Trinidad és Tobagó-i
- vanuatui (bislama)

- német szupersztrátumú: Pápua Új-Guinea-i unserdeutsch (kihalófélben)
- holland szupersztrátumúak:

- Amerikai Egyesült Államokbeli:

- Albany Dutch (kihalt)
- Jersey Dutch (kihalt)

- indonéziai:

- petjoh vagy pecok (ismeretlen számú beszélők)
- javindo (ismeretlen számú beszélők)

- guyanai:

- berbice (kihalt)
- skepi (kihalt)

- Virgin-szigeteki negerhollands (kihalt)

- nem európai szupersztrátumúak:

- arab szupersztrátumú: kenyai és ugandai nubi
- maláj szupersztrátumúak (Indonéziában):

- amboni
- kupangi
- larantukai

- motu szupersztrátumú: Pápua Új-Guineai hiri motu

- szabir alapú kreol nyelvek:

- afro-szeminol – szeminol indiánok és afrikaiak közötti meszticek nyelve az Amerikai Egyesült Államokban (Oklahomában és Texasban), valamint Mexikóban, amerikai indián nyelvek és afrikai nyelvek közötti szabir
- fanagalo – dél-afrikai bantu nyelvek közötti, főleg zulu
- kituba – kongói demokratikus köztársaságbeli bantu nyelvek közötti, főleg kikongo
- michif – kanadai és Egyesült Államok-beli amerikai indián nyelvek közötti, francia elemekkel
- sango – közép-afrikai, a ngbandi nyelvcsaládhoz tartozó nyelvek közötti, francia elemekkel
- yanito vagy llanito – gibraltári, angol és spanyol közötti, portugál, olasz, arab, máltai és héber elemekkel